# اهرجی
اهرجی (به انگلیسی: Aharji) یک منطقهٔ مسکونی در هند است که در مادایا پرادش واقع شده‌است.

## خصوصیات
اهرجی ۳۰۵ متر بالاتر از سطح دریا واقع شده‌است.